# Gai Fonteu
Gai Fonteu o Gai Fontei (en llatí Caius Fonteius) va ser un militar romà del segle ii aC. Formava part de la gens Fonteia, una gens romana d'origen plebeu originària de Tusculum.
L'any 114 o 113 aC va ser triumvir monetalis. Més endavant era legat del pretor Gneu Servili Cepió juntament amb el qual va morir assassinat en un tumult que es va produir a Asculum al Picè, en esclatar la guerra dels mars o guerra social l'any 90 aC. Va tenir dos fills: Fonteia i Marc Fonteu.